# Eirik Granaas
Eirik Granaas (født 24. marts 2010) er en norsk professionel fodboldspiller, der spiller som midtbanespiller for Fredrikstad.

## Klubkarriere
Eirik Granaas er søn af den tidligere professionelle fodboldspiller Lars Granaas, og hans storebror Sondre Granaas er også professionel fodboldspiller.
Granaas spillede ungdomsfodbold for Stoppen SK og Mjøndalen IF. Han skiftede til Fredrikstad i Eliteserien i januar 2025.   Han skrev under på sin første professionelle kontrakt med klubben i marts 2025.
Granaas fik sin professionelle debut for Fredrikstad i en 4-0 sejr over Sarpsborg FK den 12. april 2025. 
Granaas fik sin debut i Eliteserien den 22. juni 2025, hvor han blev indskiftet i de sidste minutter af et 3-0-nederlag til Viking FK. Med sine 15 år og 90 dage blev han den yngste spiller nogensinde i Eliteserien, og slog dermed Martin Ødegaards tidligere rekord.  